# Урриола, Сиро Луис
Сиро Луис Урриола Гаррес (исп. Ciro Luis Urriola Garrés, 3 июля 1863 — 26 июля 1922) — колумбийский и панамский врач, государственный деятель. и. о.президента Панамы (1918).

## Биография
Родился в 1863 году в городе Панама. Сначала изучал естественные науки в родном городе, потом отправился для получения высшего образования в Боготу, где в 1888 году стал доктором медицины, после чего вернулся на родину. С 1893 года в течение четырёх лет возглавлял медицинско-санитарную службу Панамского порта. В 1898 году выехал в Париж, где изучал бактериологию и нервные болезни, затем изучал в Дублине акушерское дело. В 1901 году вернулся на родину, где как раз шла Тысячедневная война; его симпатии к либералам доставили ему некоторые проблемы.
Когда в 1903 году произошло отделение Панамы от Колумбии, был избран в Национальный Конституционный Конвент. В 1904 году отправился в Париж на конгресс по туберкулёзу, а затем отправился в Рим, где изучал малярию. В 1906 году вернулся в Панаму, где благодаря его усилиям в Госпитале Св. Фомы была открыта школа акушерства. С 1914 по 1918 годы был членом Национальной ассамблеи.
Панама унаследовала систему управления от Колумбии: здесь не было поста вице-президента, а были посты «Designado Presidencial» — первый (Primer) и второй (Segundo); занимающие эти посты люди должны были исполнять обязанности президента (в указанном порядке) в случае его отсутствия (а также невозможности исполнения президентских обязанностей предыдущим Designado Presidencial). Сиро Урриола был избран в 1916 году Primer Designado, и когда летом 1918 года скончался президент Рамон Вальдес — стал исполнять обязанности президента страны.
Designado Presidencial избирались Национальной Ассамблеей на два года. Заняв пост президента, Урриола издал 20 июня 1918 года Декрет № 80, откладывающий следующие выборы на неопределённый срок. Это решение вызвало всеобщее возмущение, и Пабло Аросемена и Рикардо Ариас обратились к США с меморандумом, требуя на основе Статьи 136 Конституции Панамы их вмешательства для наведения конституционного порядка. Соединённые Штаты предъявили Урриоле ультиматум, требуя проведения выборов в предусмотренные Конституцией сроки. Так как ответа не последовало, то войска США оккупировали Панаму и Колон; воспользовавшись ситуацией, США также в следующем месяце ввели войска в Верагуас и Чирики, где они оставались до 1920 года. В сентябре 1918 года Национальная Ассамблея избрала в качестве Primer Designado на следующий двухгодичный срок Белисарио Порраса.
В 1920 году Сиро Урриола захотел выставить свою кандидатуру на пост президента, но его конкурентом опять же выступил Белисарио Поррас, и он предпочёл не участвовать.